# Майже ціле число

Ед Пеґґ-молодший зазначив, що довжина d дорівнює, що дуже близько до 7 (приблизно 7,0000000857)

У розважальній математиці майже ціле число — будь-яке число, яке не є цілим, але дуже близьке до цілого. Майже цілі числа викликають інтерес, коли вони несподівано виникають у певному контексті.

## Майже цілі числа, пов'язані з золотим перетином та числами Фібоначчі
Прикладами майже цілих чисел є деякі високі степені золотого перетину {\displaystyle \phi ={\frac {1+{\sqrt {5}}}{2}}\approx 1.618}, наприклад:
{\displaystyle {\begin{aligned}\phi ^{17}&={\frac {3571+1597{\sqrt {5}}}{2}}\approx 3571.00028\\[6pt]\phi ^{18}&=2889+1292{\sqrt {5}}\approx 5777.999827\\[6pt]\phi ^{19}&={\frac {9349+4181{\sqrt {5}}}{2}}\approx 9349.000107\end{aligned}}}
Той факт, що ці степені наближаються до цілих чисел, невипадковий, оскільки золотий перетин є числом Пізо — Віджаяраґгавана.
Відношення чисел Фібоначчі або Люка також можуть дорівнювати майже цілим числам, наприклад:
- {\displaystyle {\frac {\operatorname {Fib} (360)}{\operatorname {Fib} (216)}}\approx 1242282009792667284144565908481.999999999999999999999999999999195}
- {\displaystyle {\frac {\operatorname {Lucas} (361)}{\operatorname {Lucas} (216)}}\approx 2010054515457065378082322433761.000000000000000000000000000000497}

Ці приклади можна узагальнити за допомогою таких послідовностей, які генерують майже цілі числа, що наближаються до чисел Люка зі зростальною точністю:
- {\displaystyle a(n)={\frac {\operatorname {Fib} (45\times 2^{n})}{\operatorname {Fib} (27\times 2^{n})}}\approx \operatorname {Lucas} (18\times 2^{n})}
- {\displaystyle a(n)={\frac {\operatorname {Lucas} (45\times 2^{n}+1)}{\operatorname {Lucas} (27\times 2^{n})}}\approx \operatorname {Lucas} (18\times 2^{n}+1)}

Зі зростанням n кількість послідовних дев'яток або нулів, починаючи від десятого знака {\displaystyle a(n)}, прямує до нескінченності.

## Майже цілі числа, пов'язані зeіπ
До невипадкових майже цілих чисел належать три найбільші числа Геґнера:
- {\displaystyle e^{\pi {\sqrt {43}}}\approx 884736743.999777466}
- {\displaystyle e^{\pi {\sqrt {67}}}\approx 147197952743.999998662454}
- {\displaystyle e^{\pi {\sqrt {163}}}\approx 262537412640768743.99999999999925007}

де невипадковість можна краще оцінити, якщо подати їх у загальній простій формі:
{\displaystyle e^{\pi {\sqrt {43}}}=12^{3}(9^{2}-1)^{3}+744-(2.225\ldots )\times 10^{-4}}
{\displaystyle e^{\pi {\sqrt {67}}}=12^{3}(21^{2}-1)^{3}+744-(1.337\ldots )\times 10^{-6}}
{\displaystyle e^{\pi {\sqrt {163}}}=12^{3}(231^{2}-1)^{3}+744-(7.499\ldots )\times 10^{-13}}
де
{\displaystyle 21=3\times 7,\quad 231=3\times 7\times 11,\quad 744=24\times 31}
і причиною появи квадратів є певний ряд Ейзенштейна. Число {\displaystyle e^{\pi {\sqrt {163}}}} іноді називають сталою Рамануджана.
Майже цілі числа, які містять математичні сталі π і e, часто спантеличували математиків. Наприклад: {\displaystyle e^{\pi }-\pi =19.999099979189\ldots } Пояснив цей, здавалося б, дивовижний збіг А. Доман у вересні 2023 року — це наслідок такої суми, пов'язаної з тета-функціями Якобі: {\displaystyle \sum _{k=1}^{\infty }\left(8\pi k^{2}-2\right)e^{-\pi k^{2}}=1.}Перший доданок домінує, оскільки сума доданків для {\displaystyle k\geq 2} становить всього {\displaystyle \sim 0.0003436.} Тому суму можна скоротити до {\displaystyle \left(8\pi -2\right)e^{-\pi }\approx 1,} де розв'язок для {\displaystyle e^{\pi }} дає {\displaystyle e^{\pi }\approx 8\pi -2.} Переписуючи наближення для {\displaystyle e^{\pi }} і використовуючи наближення для {\displaystyle 7\pi \approx 22} маємо {\displaystyle e^{\pi }\approx \pi +7\pi -2\approx \pi +22-2=\pi +20.}Після перетворення маємо: {\displaystyle e^{\pi }-\pi \approx 20.} Між іншим, грубе наближення для {\displaystyle 7\pi } підвищує точність.
Ще один приклад із залученням цих констант: {\displaystyle e+\pi +e\pi +e^{\pi }+\pi ^{e}=59.9994590558\ldots }